# Haptanthaceae
Haptanthaceae er en monotypisk familie med én slægt og én art (Haptanthus hazlettii). Det er et stedsegrønt træ, som vokser i Honduras. Bladene er modsatte, helrandede og svagt foldede langs bladribberne ved grunden. Blomsterne sidder i bladhjørnerne og er meget uregelmæssigt byggede. Frugten er ukendt, og planten er muligvis uddød, for man kender kun herbarieeksemplaret og har ikke kunnet finde den igen.